# Џејмс Харден
Џејмс Едвард Харден Млађи (енгл. James Edward Harden Jr.; Лос Анђелес, Калифорнија, 26. август 1989) амерички је кошаркаш. Игра на позицији плејмејкера, а тренутно наступа за Лос Анђелес клиперсе.
Похађао је Артесиа средњу школу у Калифорнији. Колеџ кошарку играо је на Аризона стејт универзитету, који је касније повукао из употребе његов број 13. Харден је изабран на НБА драфту 2009. године одржаном у Медисон сквер гардену, као трећи пик прве рунде. Изабрали су га Оклахома Сити тандери. У Оклахоми је имао пре свега улогу шестог играча поред Кевина Дуранта и Расела Вестбрука. 2012. године проглашен је за најбољег шестог играча лиге. Тамо је провео 3 сезоне (2009—2012), а потом је трејдом послат у Хјустон рокетсе, октобра 2012. У Хјустону је одмах преузео улогу главног играча и остварио бројне рекорде. Пет година узастопно биран је за NBA ол-стар меч (2013—2017). Три пута је изабран у прву петорку NBA лиге. Једини је играч у историји лиге са преко 2000 поена, 900 асистенција и 600 скокова у једној сезони.
Са репрезентацијом САД освојио је 2 златне медаље; на Љетњим олимпијским играма 2012. године и Свјетском првенству у кошарци 2014. године. Харденова игра се одликује великом брзином, па се самим тим сматра једним од најопаснијих играча, и најтежих играча за чување. Два најкарактеристичнија потеза јесу „еуро-степ” и „степ-бек шут”. Харден је нарочито познат по својој способности да изнуди фаул, те је лидер и по покушаним и убаченим слободним бацањима у лиги, у свим сезонама од 2014/15.

## Средња школа
Харден је похађао Артесиа средњу школу у Лејквуду, у савезној држави Калифорнија. На другој години је у просеку постизао 13,2 поена и предводио Артесиу до скора 28-5. На трећој години напредовао је и у просеку постизао 18,8 поена, 7.7 скокова и 3,5 асистенција, а Артесиа је с скором 33-1 освојила наслов државног првака Калифорније. Исти успех поновила је и следеће године, а Харден је одиграо сезону сличну прошлогодишњој с 18,8 поена, 7.9 скокова и 3,9 асистенција по утакмици.

## Колеџ
Харден је колеџ кошарку играо на универзитету Аризона стејт, гдје проводи две сезоне. Прву колеџ годину завршио је на просјеку од 17,8 поена, 5.3 скокова и 2,1 асистенције. Изабран је у All-Pac-10 и конференцијску All-freshman екипу. Почетком друге године доспео је на насловницу америчког часописа Sports Illustrated. 30. новембра 2008. у победи над УТЕП-ом 88-58 постигао је учинак каријере од 40 поена. Након пораза од УСЦ-а у Стејплс центру, Харден је изабран у All-Pac-10 екипу такмичења. Након завршетка сезоне изабран је за играча године Пацифик-10 конференције. Одлучио је напустити колеџ и пријавити се на драфт.

## НБА

### Оклахома Сити тандери (2009–2012)
Хардена су на НБА драфту 2009. године изабрали Оклахома Сити тандери као 3. пика прве рунде. Тиме је постао први изабрани играч у историји Тандера јер је ова франшиза на драфту 2008. била као Сијетл суперсоникси. У његовој руки сезони Харден је играо просечно 22 минута по мечу уз просјек од 9,9 поена по утакмици и одабран је у другу петорку рукија. У другој сезони играо је свих 82 утакмице регуларне сезоне постижући просечно 12,2 поена по утакмици. У плејофу постизао је 13 поена по утакмици шутирајући преко 47% из игре. Дана 18. априла 2012. Харден је постигао свој тадашњи рекорд каријере - 40 поена у победи 109:97 над Финикс сансима. Сезона 2011/12. му је донијела још боље бројке, постизао је просечно 16,8 поена за 31,4 минута по утакмици, иако је играо само двије као стартер. 22. априла 2012. на утакмици против Лос Анђелес лејкерса Харден је доживио потрес мозга након што га је Мета Ворлд Пис ударио лактом приликом прославе закуцавања. Ворлд Пис је био искључен са утакмице и суспендован 7 утакмица. Харден се вратио за прву утакмицу плејофа против Далас маверикса. Проглашен је за најбољег шестог играча лиге поставши други најмлађи играч коме је то пошло за руком.
Исте године играо је у финалу NBA лиге, гдје је Оклахома изгубила од Мајами хита, резултатом 4:1.
У октобру 2012. Харден је трејдом послат у Хјустон рокетсе.

### Хјустон рокетси (2012–2021)

#### Сезона 2012/13.
Након што је одбио нови уговор, Харден је послат у Хјустон рокетсе, заједно са Дејкваном Куком, Колом Алдрихом и Лазаром Хејвардом. У Оклахому су отишли Кевин Мартин, Џереми Лемб, 2 пика прве рунде и један пик друге рунде. 31. октобра потписао је петогодишњи уговор, вриједан 80 милиона долара. У свом дебију у дресу Хјустона забиљежио је 37 поена, 12 асистенција, 6 скокова, 4 украдене лопте и 1 блокаду, у мечу против Детроит пистонса, поставши први играч у историји лиге са 37 поена и 12 асистенција у дебију за нови тим. 2. новембра 2012. године поставио је нови сопствени рекорд каријере, убацивши 45 поена у побједи над Атланта хоксима. Три дана касније, проглашен је за играча седмице први пут у каријери.
Дана 27. децембра, Харден је уписао 30 поена, од којих 17 у посљедњој четвртини, и 15 од посљедњих 17 поена екипе, и тиме водио преокрет против Минесота тимбервулвса. Харден је поново проглашен за играча седмице, за утакмице у периоду од 30. децембра до 6. јануара. У том периоду биљежио је 29,3 поена и 5,5 асистенција, а Хјустон рокетси су остварили перфектан скор (4—0). 10. јануара 2013. године, Харден је у поразу од тадашњих Њу Орлеанс хорнетса убацио 25 поена на 14. узастопној утакмици, оборивши рекорд франшизе који је до тада држао Мозиз Малон. Харден је накнадно изабран за своју прву Ол-стар утакмицу 2013. године, гдје се поново удружио са бившим саиграчима - Раселом Вестбруком и Кевином Дурентом. Утакмицу је завршио са 15 поена.
Дана 2. фебруара 2013, Харден је остварио први трипл-дабл у каријери, постигавши 21 поен, 11 скокова и 11 асистенција у побједи над тадашњим Шарлот бобкетсима. 20. фебруара поставио је свој нови рекорд каријере - 46 поена против бивше екипе - Оклахома Сити тандера.
Харден је у првој сезони у Хјустону поставио бројне рекорде каријере, биљежећи 25,9 поена, 5.8 асистенција, 4.9 скокова и 1,8 украдених лопти у просјеку. Његови Рокетси су имали скор 45-37, и први пут ушли у плејоф након сезоне 2008/09. Рокетси су у првој рунди плејофа играли против првопласираних на Западу - Оклахома Сити тандера. У петој утакмици Харден је убацио 31 поен (7 од 9 за 3 поена) иако је играо под симптомом грипа. Хјустон је изгубио у 6 утакмица, а Џејмс је биљежио 26,3 поена, 6.7 скокова, 4.5 асистенција и 2 украдене лопте у просјеку.
Дана 23. маја 2013. године Харден је по први пут изабран у Трећи идеални тим лиге.

#### Сезона 2013/14.
У новој сезони Харден је добио велико појачање у виду новог ол-стар играча - Двајта Хауарда. Џејмс Харден је поново проглашен резервом Ол-стар меча 2014. године у Њу Орлеансу. Након тога, 25. фебруара 2014. поставио је свој рекорд сезоне у утакмици против Сакраменто кингса - 43 поена уз шут из игре 11-20. Рокетси су сезону завршили са скором 54-28 и 4. позицијом на Западу, али су испали већ у првој рунди плејофа од Портланд трејлблејзерса.
У овој сезони Харден је појачао статистику - 26.8 поена, 5.8 асистенција, 4.7 скокова и 2,0 украдене лопте по мечу. 4. јуна проглашен је чланом прве петорке NBA лиге за 2014. годину.

#### Сезона 2014/15.
Дана 14. децембра 2014. године, Харден биљежи свој трећи трипл-дабл у каријери - 24 поена, 10 асистенција и 10 скокова у побједи над Денвер нагетсима. Девет дана касније поставља рекорд сезоне убацивши 44 поена против Портланд трејлблејзерса. 31. децембра поставља рекорд каријере у погођеним тројкама на једном мечу (8) уз 36 поена и тако помаже екипи да остваре побједу у мечу против Шарлот хорнетса (102—83).
Дана 8. фебруара 2015. године Харден је изједначио рекорд сезоне са 45 поена у поразу од Портланда. Два дана касније игра своју другу узастопну утакмицу са 40+ поена (шесту у сезони) и тако доноси Хјустону побједу над Финикс сансима. 23. фебруара уписује 31 поен, 11 скокова и 10 асистенција у побједи над Минесотом, што је његов други трипл-дабл сезоне.
Дана 2. марта 2015. године NBA лига је суспендовала Џејмса Хардена на једну утакмицу, због ударања Леброна Џејмса у препону. Хјустон је у том мечу ипак славио резултатом 105-103 против Кливленд кавалирса.
4 дана касније, 6. марта, Харден уписује свој трећи трипл-дабл у сезони - 38 поена, 12 скокова и 12 асистенција против Детроит пистонса.
Харден је 19. марта поставио нови рекорд каријере убацивши 50 поена Денвер нагетсима, а 1. априла је оборио и тај рекорд пошто је постигао 51 поен против Сакрамента. То је уједно била његова 33. утакмица у сезони у којој је постигао бар 30 поена и 9. утакмица у сезони у којој је убацио бар 40 поена. Такође, постао је први играч франшизе који је убацио преко 50 поена 2 пута у једној сезони. 5. априла одиграо је 10. утакмицу са 40+ поена, убацивши 41 поен против Оклахоме. У посљедњој утакмици регуларне сезоне, Џејмс је остварио нови трипл-дабл - четврти у сезони (16 поена, 11 скокова, 10 асистенција) и помогао Хјустон рокетсима да постану шампиони Југозападне дивизије, први пут од 1994. године када су освојили шампионску титулу. Хјустон је сезону завршио на 2. позицији у Западној конференцији. Џејмс Харден је поново проглашеном чланом Прве петорке лиге, али ипак није успио освојити MVP титулу која је припала Стефу Карију.
Дана 12. марта 2015. године Харден је остварио свој први трипл-дабл у плејофу - 26 поена, 11 скокова и 10 асистенција у петој утакмици Полуфинала Западне конференције у побједи против Лос Анђелес Клиперса. 25. маја поставља рекорд каријере у плејофу, уписавши 45 поена против Голден Стејт вориорса у Финалу Западне конференције, и тако помаже Рокетсима да избјегну елиминацију. Ипак, 2 дана касније, 27. маја Хјустон је изгубио од Голден Стејта (90—104), а Џејмс је поставио нови рекорд NBA лиге по броју изгубљених лопти у плејоф утакмици - 12.

#### Сезона 2015/16.
Рокетси су почели сезону са 3 пораза, затим су услиједиле 4 побједе, па опет 3 пораза. У прва 3 меча, Харден је шутао 12 од 54 из игре (22%); у периоду од 4 узастопне побједе шутао је 45 од 97 (46%), да би у предстојећа 3 пораза шутао 22 од 62 (35%).
Дана 6. новембра 2015. године, Харден поставља рекорд сезоне у поенима (43) и асистенцијама (13) уз шут из игре 13 од 23 против Сакраменто кингса (116—110). Вече након тога, убацује 46 поена Лос Анђелес клиперсима, уз 13 од 14 погођених слободних бацања и 5 од 10 погођених тројки. 9. новембра проглашен је за играча седмице, због учинка у утакмицама између 2. новембра и 8. новембра. Харден је у том периоду биљежио 38,5 поена, а Хјустон је побиједио у све 4 одигране утакмице.
Након лошег почетка сезоне Хјустона (4—7), тренер Рокетса Кевин МекХејл добио је отказ 18. новембра. На његово мјесто привремено је дошао Џеј Би Бикерстаф. 25. новембра Харден је забиљежио четврту утакмицу са 40+ поена у сезони, али су Рокетси ипак изгубили од Мемфис гризлиса, што је био њихов 10. пораз у сезони, а трећи под вођством новог тренера.
Два дана касније, Џејмс уписује трећу утакмицу у каријеру са 50+ поена у побједи над Филаделфија севентисиксерсима (116—114). 13. јануара 2016. године, на својој 492. утакмици, Харден је убацио 27 поена Минесоти и тиме дошао до цифре од 10.000 поена у каријери. 7 дана касније, 20. јануара, остварио је свој први трипл-дабл у сезони и седми у каријери са 33 поена, 17 скокова (рекорд каријере) и 14 асистенција у поразу од Детроит пистонса. Постао је први играч са тим цифрама још од Вилта Чејмберлена, 18. марта 1968. године. Убрзо затим, 24. јануара, Харден уписује свој други трипл-дабл у сезони - 23 поена, 15 скокова и 10 асистенција у побједи против Далас маверикса. 2. фебруара, Харден је убацио 26 поена и изједначио рекорд каријере са 14 асистенција, те помогао Рокетсима да дођу до побједе против Мајами хита. 22. марта постиже 24 поена те обара свој рекорд каријере у асистенцијама - 16, те додаје и 7 скокова у поразу од Оклахоме (111—107). Три дана касније, Џејмс биљежи свој трећи трипл-дабл у сезони са 32 поена, 13 асистенција и 11 скокова у побједи против Торонто репторса - 112-109. У марту 2015. године, Харден је уписао 457 поена, 152 асистенције и 102 скока, и тако је постао први играч у историји лиге са 450 поена, 150 асистенција и 100 скокова у једном мјесецу још од Оскара Робертсона који је то урадио у децембру 1967. Међутим, 7. априла Харден изједначује 38 година стар рекорд за највише изгубљених лопти у сезони (366. изгубљена лопта у мечу против Финикс санса). Само три дана касније Харден је и оборио тај рекорд против Лос Анђелес лејкерса. Рокетси су једва ушли у плејоф са 41-41 скором, а Харден је поставио бројне рекорде у личној статистици - 29.0 поена, 7.5 асистенција, 6.1 скокова, те се тако придружио Леброну Џејмсу, Мајклу Џордану и Оскару Робертсону, као јединим играчима у историји лиге који су забиљежили бар 29 поена, 7 асистенција и 6 скокова у сезони.
Рокетсе је у првој рунди плејофа чекала екипа Голден Стејта као првопласирана на Западу. Рокетси су изгубили прве двије утакмице у Оракл арени, а затим су играли код куће. У 3. утакмици у Хјустону, Харден је убацио 35 поена укључујући и кош за побједу, 2.7 секунди прије краја меча (97—96). У утакмици број 5 Харден је убацио 35 поена, али Рокетси су били немоћни, те су изгубили у серији резултатом 4:1.

#### Сезона 2016/17.
Дана 9. јула 2016. године Харден је са Хјустоном потписао четворогодишњи уговор вриједан 118 милиона долара. Нови тренер Рокетса - Мајк Д'Антони пред почетак сезоне изјавио је да ће Џејмс Харден бити пребачен на позицију плејмејкера. У првој утакмици сезоне, 26. октобра, Харден је убацио 34 поена уз рекорд каријере - 17 асистенција у поразу од Лос Анђелес лејкерса (120—114), поставши тек други играч у историји лиге који је уписао 30+ поена и 15+ асистенција у првој утакмици сезоне, послије Тима Хардавеја и 1990. године. 7. новембра одиграо је своју четврту узастопну утакмицу са 30-10 учинцима. На тој утакмици је убацио 32 поена и 15 асистенција у побједи 114-106 над Вашингтон визардсима. 14. новембра, проглашен је за играча седмице, због утакмица између 7. и 13. новембра. Током те седмице, остварио је 2 трипл-дабла. 14. децембра 2016. године уписао је 15 поена, 14 асистенција и 11 скокова за само 3 четвртине, што је било довољно за рутинску побједу Ракета над Сакраметом (132—98). То је био Харденов пети трипл-дабл у сезони и 14. у каријери, што га је изједначило са легендарним Хакимом Олајџувоном за највише остварених трипл-даблова у историји франшизе. Само два дана након тога, Џејмс је поставио и рекорд франшизе, уписавши свој шести трипл-дабл у сезони, тј. 15. у каријери. У побједи Хјустона над Њу Орлеанс пеликансима, екипа из Тексаса је поставила рекорд NBA лиге, погодивши 24 шута за 3 поена. Харден је имао 29 поена, 11 скокова и 13 асистенција. 19. децембра, поново је проглашен играчем седмице за утакмице одигране у периоду од 12. до 18. децембра. 23. децембра, изједначио је рекорд каријере у асистенцијама - 17, у поразу од Мемфиса (115—109). 7 дана касније, 30. децембра, Харден биљежи свој седми трипл-дабл у сезони са 30 поена, 13 скокова и 10 асистенција у побједи Хјустона над Лос Анђелес клиперсима - 140-116.
Дана 31. децембра 2016. године, Џејмс Харден је одиграо једну од најбољих утакмица у каријери против Њујорк никса. Харден је уписао 53 поена, 17 асистенција и 16 скокова и тако донио побједу Хјустону (129—122), те постао први играч у историји лиге са статистиком 50-15-15 на једном мечу. Такође, Џејмс се изједначио са Вилтом Џејмберленом по броју постигнутих поена у склопу трипл-дабла. Поред тога, Харден је поставио рекорд каријере у поенима и погођеним шутевима за 3 поена (9 тројки), те је изједначио рекорд каријере у асистенцијама. Ово је био Харденов 17. трипл-дабл у каријери и четврта утакмица са преко 50 поена. Два дана касније, Харден је остварио још један трипл-дабл против Вашингтон визардса, девети у сезони, па је због ових утакмица изабран за играча седмице трећи пут у сезони. Овим признањем Џејмс се изједначио са Хакимом Олајџувоном по броју титула за најбољег играча седмице у историји франшизе (12). Најбоља игра у каријери у децембру, донијела му је награду за играча мјесеца. Након тога су услиједили десети и једанаести трипл-дабл у сезони - 8. и 10. јануара 2017. године. У оба меча Хјустон је побиједио. Такође, тиме је Џејмс Харден постао тек четврти играч у историји NBA лиге са 40 поена, 10 асистенција и 10 скокова у узастопним утакмицама, поред Пита Маравича, Мајкла Џордана и Расела Вестрбука.
12. и 13. трипл-дабл Харден је остварио 15. и 17. јануара. 27. јануара поставио је свој 14. трипл-дабл са 51 поеном, 13 скокова и 13 асистенција у побједи над Филаделвијом 123-118. Џејмс је тако постао први играч у историји лиге који је остварио 2 трипл-дабла са 50+ поена у једној сезони. 3. фебруара, против Чикаго булса, Харден је уписао свој 10,000. поен као члан Хјустона, и тиме је престигао Јао Минга на 6. позицији најбољих стријелаца франшизе. 11. фебруара убацио је 40 поена у 3. четвртине (9. утакмица са 40+ поена у сезони) и тако помогао Рокетсима да дођу до побједе у мечу са Финикс сансима. Играо је свега 29 минута, и тако је постао први играч Хјустона који је уписао 40 поена за мање од 30 минута, још од Слипи Флојда, 1991. године. 15. фебуара, остварио је свој 15. трипл-дабл у сезони са 38 поена, 12 скокова и 12 асистенција у поразу од Мајами хита, 117-109. У периоду између 12. и 18. марта, забиљежио је 4 узастопна трипл-дабла, што је укупно 19 у сезони. Регуларну сезону завршио је са 22 трипл-дабла и тако помогао Рокетсима да се са скором 55-27 домогну 3. позиције у Западној конференцији, иза Спарса и Вориорса. Џејмс Харден је постао први играч у историји NBA лиге са 2000 (2356) поена, 900 (907) асистенција и 600 (659) скокова у једној сезони.
Рокетси су се као трећепласирани састали са Оклахома Сити тандером у првој рунди плејофа. 16. априла 2017. године Харден је убацио 37 поена у првој утакмици. Хјустон је изашао као побједник из серије резултатом 4:1, те се пласирао у полуфинале Западне конференције. 9. маја, Џејмс је поставио свој други трипл-дабл у плејофу у каријери, са 33 поена, 10 скокова и 10 асистенција у поразу од Сан Антонија (110-107 у продужецима) у 5. утакмици. Два дана касније, Рокетси су елиминисани, уз лошу партију Хардена, са свега 10 поена уз шут из игре 2 од 11. Харден је избачен из игре због 6 фаулова, 3:15 минуте прије краја меча.

#### Сезона 2017/18.
Дана 8. јула 2017. године Харден је потписао нови четворогодишњи уговор са Хјустон рокетсима вриједан 160 милиона долара, што када се дода на тренутни уговор, даје шестогодишњи уговор вриједан 228 милиона долара. Потписивањем новог уговора, Џејмс Харден је званично постао најскупљи кошаркаш на свијету. У Хјустону ће остати до сезоне 2022/23.
Дана 13. јануара 2021. године, Харден је прешао у редове Бруклин нетса.

## Репрезентација
Харден је био члан кошаркашке репрезентације САД на Олимпијским играма у Лондону која је освојила златну медаљу. На 8 утакмица просечно је постизао 5,5 поена за 9,1 минута по утакмици. Такође је наступао на Светском првенству 2014. у Шпанији гдје је освојена златна медаља.

## Успеси

### Репрезентативни
- Олимпијске игре:  2012.
- Светско првенство:  2014.

### Појединачни
- Најкориснији играч НБА (1): 2017/18.
- НБА ол-стар меч (11): 2013, 2014, 2015, 2016, 2017, 2018, 2019, 2020, 2021, 2022, 2025.
- Шести играч године НБА (1): 2011/12.
- Идеални тим НБА — прва постава (6): 2013/14, 2014/15, 2016/17, 2017/18, 2018/19, 2019/20.
- Идеални тим НБА — трећа постава (2): 2012/13, 2024/25.
- Идеални тим новајлија НБА — друга постава: 2009/10.

## Статистике
| * | Први у лиги |

### Регуларна сезона
| Сезона   | Екипа                | ОУ  | СУ  | МПУ   | ПШ%  | 3П%  | СБ%  | СПУ | АПУ   | УПУ | БПУ | ППУ  |
| -------- | -------------------- | --- | --- | ----- | ---- | ---- | ---- | --- | ----- | --- | --- | ---- |
| 2009/10. | Оклахома Сити тандер | 76  | 0   | 22.9  | .403 | .375 | .808 | 3.2 | 1.8   | 1.1 | .3  | 9.9  |
| 2010/11. | Оклахома Сити тандер | 82  | 5   | 26.7  | .436 | .349 | .843 | 3.1 | 2.1   | 1.1 | .3  | 12.2 |
| 2011/12. | Оклахома Сити тандер | 62  | 2   | 31.4  | .491 | .390 | .846 | 4.1 | 3.7   | 1.0 | .2  | 16.8 |
| 2012/13. | Хјустон рокетси      | 78  | 78  | 38.3  | .438 | .368 | .851 | 4.9 | 5.8   | 1.8 | .5  | 25.9 |
| 2013/14. | Хјустон рокетси      | 73  | 73  | 38.0  | .456 | .366 | .866 | 4.7 | 6.1   | 1.6 | .4  | 25.4 |
| 2014/15. | Хјустон рокетси      | 81  | 81  | 36.8  | .440 | .375 | .868 | 5.7 | 7.0   | 1.9 | .7  | 27.4 |
| 2015/16. | Хјустон рокетси      | 82  | 82  | 38.1* | .439 | .359 | .860 | 6.1 | 7.5   | 1.7 | .6  | 29.0 |
| 2016/17. | Хјустон рокетси      | 81  | 81  | 36.4  | .440 | .347 | .847 | 8.1 | 11.2* | 1.5 | .5  | 29.1 |
| Каријера | Каријера             | 615 | 402 | 33.6  | .442 | .364 | .854 | 5.0 | 5.7   | 1.5 | .4  | 22.1 |

### Плејоф
| Сезона   | Екипа                | ОУ | СУ | МПУ  | ПШ%  | 3П%  | СБ%  | СПУ | АПУ | УПУ | БПУ | ППУ  |
| -------- | -------------------- | -- | -- | ---- | ---- | ---- | ---- | --- | --- | --- | --- | ---- |
| 2010.    | Оклахома Сити тандер | 6  | 0  | 20.0 | .387 | .375 | .842 | 2.5 | 1.8 | 1.0 | .2  | 7.7  |
| 2011.    | Оклахома Сити тандер | 17 | 0  | 31.6 | .475 | .303 | .825 | 5.4 | 3.6 | 1.2 | .8  | 13.0 |
| 2012.    | Оклахома Сити тандер | 20 | 0  | 31.5 | .435 | .410 | .857 | 5.1 | 3.4 | 1.6 | .1  | 16.3 |
| 2013.    | Хјустон рокетси      | 6  | 6  | 40.5 | .391 | .341 | .803 | 6.7 | 4.5 | 2.0 | 1.0 | 26.3 |
| 2014.    | Хјустон рокетси      | 6  | 6  | 43.8 | .376 | .296 | .900 | 4.7 | 5.8 | 2.0 | .2  | 26.8 |
| 2015.    | Хјустон рокетси      | 17 | 17 | 37.4 | .439 | .383 | .916 | 5.7 | 7.5 | 1.6 | .4  | 27.2 |
| 2016.    | Хјустон рокетси      | 5  | 5  | 38.6 | .410 | .310 | .844 | 5.2 | 7.6 | 2.4 | .2  | 26.6 |
| 2017.    | Хјустон рокетси      | 11 | 11 | 37.0 | .413 | .278 | .878 | 5.5 | 8.5 | 1.9 | .5  | 28.5 |
| Каријера | Каријера             | 88 | 45 | 34.4 | .423 | .335 | .869 | 5.2 | 5.2 | 1.6 | .4  | 20.7 |